# Veaceslav Pozdneakov
Veaceslav Pozdneakov (n. 17 iunie 1978, Iaroslavl, RSFS Rusă, URSS) este un scrimer rus, medaliat olimpic. A participat la o ediție a Jocurilor Olimpice (2004) în care a câștigat o medalie de bronz.

## Participări
Lista de mai jos prezintă principalele competiții la care a participat Veaceslav Pozdneakov de-a lungul carierei.
- fencing at the 2004 Summer Olympics – men's team foil[*]